# Laufenburg (Argòvia)
Laufenburg és un municipi del cantó d'Argòvia (Suïssa), cap del districte de Laufenburg. El 2023 tenia 3.800 habitants.